# Sylwester Kossów
Sylwester Kossów, także spotykany wariant Kossow (ur. w Żerobyczach k. Witebska, zm. 13 kwietnia 1657 w Kijowie) – biskup prawosławny Rzeczypospolitej, metropolita kijowski. 

## Życiorys

### Młodość
Był synem grodzkiego pisarza witebskiego Adama Kossowa. Edukację podstawową odebrał w Wilnie, następnie ukończył kolegium jezuitów w Lublinie. Studiował w Akademii Zamojskiej, a prawdopodobnie również w Wiedniu i Ołomuńcu. Po powrocie do Rzeczypospolitej pod koniec lat 20. XVII w. złożył wieczyste śluby mnisze w monasterze Ducha Świętego w Wilnie i został nauczycielem szkoły brackiej przy klasztorze, gdzie wykładał retorykę i teologię. W 1631 przeszedł do pracy na analogicznym stanowisku w szkole prowadzonej przez lwowskie bractwo prawosławne.

### Działalność w kolegium mohylańskim
We Lwowie poznał przełożonego ławry Peczerskiej archimandrytę Piotra Mohyłę. On też zaprosił go do współpracy przy tworzeniu wzorowanej na kolegiach jezuickich szkoły w Kijowie, późniejszej Akademii Mohylańskiej. W Kolegium Kijowskim w 1632 Sylwester Kossów został profesorem filozofii i retoryki. Nadzorował również szkołę bracką w Winnicy i został przełożonym ławry Peczerskiej. 
Głęboko przywiązany do prawosławia, Sylwester Kossów wziął udział w polemikach prawosławno-unickich, publikując szereg tekstów w obronie swojego wyznania. Był także współautorem programu reformy prawosławnego szkolnictwa, mającego na celu jego unowocześnienie. W 1635 opublikował w Kijowie Exegesis, to jest danie sprawy o szkołach kijowskich i winnickich, w której wyłożył założenia reformy, przedstawiał argumenty za nauczaniem łaciny w szkołach prawosławnych i tłumaczył korzyści z kształcenia duchowieństwa. 
Archimandryta Sylwester, będąc przełożonym ławry Peczerskiej, pragnął spopularyzować wśród wiernych duchowość tegoż monasteru i związaną z nim literaturę duchowną. W 1635 opublikował Paterikon, albo żywoty ss. Ojców Pieczerskich, swobodny przekład Pateryku Kijowsko-Pieczerskiego, który uzupełnił informacjami o misji Cyryla i Metodego, chrzcie Rusi i genezie metropolii kijowskiej. Dwa lata później Sylwester Kossów wydał w Monasterze Kuteińskim traktat o sakramentach i dogmatach wiary prawosławnej Didaskalija, albo nauka, kotoraja sja perwej iz ust swjaszczennikom podawala o sedmi sakramentach.

### Biskup
W 1635 został biskupem mohylewskim po śmierci Józefa Bobrykowicza. Po uzyskaniu nominacji biskupiej zrzekł się majątku odziedziczonego po ojcu i podjął energiczne działania na rzecz umacniania prawosławia w swojej eparchii. Z naruszeniem królewskiego edyktu z 1624 (wydanego po zabójstwie Jozafata Kuncewicza) udał się w podróż duszpasterską do Witebska i Połocka, gdzie też odprawił publiczne nabożeństwa. W czasie ceremonii część miejscowych unitów przyjęła ponownie prawosławie. W rezultacie unicki arcybiskup połocki Anastazy Sielawa uzyskał u króla Władysława IV Wazy potwierdzenie zakazu wizytowania obydwu miast przez prawosławnych biskupów, chociaż zakaz ten został uchylony w odniesieniu do poprzednika Kossowa na katedrze. 
Sylwester Kossów rywalizował również z biskupem unickim o prawa do użytkowania poszczególnych cerkwi i klasztorów. Czynił również starania o uzyskanie zgody królewskiej na fundowanie nowych monasterów w prywatnych dobrach szlachty. W ten sposób w okresie zarządzania przezeń eparchią powstały Markowski Monaster Świętej Trójcy w pobliżu Witebska, monaster Objawienia Pańskiego w Połocku, monaster św. Jana Teologa w Hrozowie, monaster Świętego Ducha w Tupiczewszczyźnie. We wrześniu 1640 w Kijowie brał udział w synodzie biskupów prawosławnych Rzeczypospolitej. Był także autorem prawosławnego katechizmu, zatwierdzonego w 1643 do druku i rozpowszechnienia przez zwierzchników starożytnych patriarchatów prawosławnych. Była to pierwsza publikacja tego typu powstała w metropolii kijowskiej; jej popularność przekroczyła granice Rzeczypospolitej. Katechizm był drukowany i kolportowany także w Rosji i wśród prawosławnych południowych Słowian. W Rzeczypospolitej opublikowane zostały dwie jego wersje: polska i ruska.

### Metropolita kijowski
W 1647 zastąpił zmarłego Piotra Mohyłę na urzędzie metropolity kijowskiego, wybrany przez ruską szlachtę i prawosławne duchowieństwo. Król Władysław IV Waza potwierdził jego elekcję po pewnej zwłoce, wynikającej z nacisków papieża, by obsadzić wakującą katedrę biskupem skłaniającym się do przyjęcia unii. Ostatecznie Sylwester Kossów został zatwierdzony jako metropolita z zachowaniem wszystkich praw, jakimi dysponował jego poprzednik. 
Kontynuował działalność Mohyły na rzecz rozwoju metropolii kijowskiej oraz podniesienia jej do rangi patriarchatu autokefalicznego. Starał się przy tym uniezależnić metropolię od wpływów stauropigialnych bractw cerkiewnych i prawosławnych magnatów. Będąc metropolitą kijowskim, zachował zarząd eparchii mścisławskiej, mohylewskiej i orszańskiej. Bezskutecznie działał w sejmie na rzecz reaktywowania archieparchii połockiej (w Połocku funkcjonowała od 1596 jedynie administratura unicka). W 1650 uzyskał natomiast uniwersał króla Jana Kazimierza potwierdzający prawa prawosławnych do eparchii mścisławskiej i monasteru Przemienienia Pańskiego w Mohylewie.
W 1654 r. złożył oficjalny protest przeciwko postanowieniom ugody perejasławskiej, ponieważ nie chciał uznać nadrzędności Patriarchatu Moskiewskiego, pragnąc pozostać w jurysdykcji patriarchy Konstantynopola. W przeciwieństwie do Bohdana Chmielnickiego, odmówił (dwukrotnie) złożenia przysięgi poddańczej carowi Rosji. Nie asystował również przy ceremonii przysięgi złożonej przez Kozaków. Był zdania, że podporządkowanie eparchii kijowskiej Patriarchatowi Moskiewskiemu wywoła polskie represje wobec administratur pozostających w granicach Rzeczypospolitej. Stanowisko metropolity miało wpływ na część kijowskiego duchowieństwa, które także odmówiło składania przysięgi carowi, nie była to jednak postawa powszechna.
Zmarł nagle w kwietniu 1657. Jego śmierć przerwała działania na rzecz uzyskania autokefalii przez Kościół prawosławny w Rzeczypospolitej oraz przygotowania szerokiej kadry dobrze wykształconych duchownych.